# エルズノズニック対ジャクソンビル市事件
エルズノズニック対ジャクソンビル市事件（エルズノズニックたいジャクソンビルしじけん、Erznoznik v. City of Jacksonville）422 U.S. 205 (1975)は、フロリダ州ジャクソンビルのドライブインシアターで、ヌードシーンを含む映画を上映することを禁止する条例に関するアメリカ合衆国連邦最高裁判所の裁判。

## 概要
上告人のリチャード・エルズノズニックは、誰でも見られる場所で女性の尻と裸の胸が映った映画を上映したことで、条例違反として告発された。最高裁は、ヌードシーンの有無のみで映画上映の可否を判定するのは表現内容に基づく規制であり、認められないと指摘した。また、ドライブインシアターのスクリーンが置かれている場所は容易に目を逸らすことができるため、映画を見たくない通行人のプライバシー権を侵害しているとも言えないと述べた。
被上告人であるジャクソンビル市は、裸が含まれる映画を見るかもしれない子供の保護を理由に条例の正当性を主張したが、最高裁は戦争の犠牲者の裸体や、裸の格好を文化としている先住民族の裸体なども条例の禁止対象に入ることを指摘し、未成年者にとっても全てのヌードが卑猥になるわけではないと判示した。
ジャクソンビル市は口頭弁論において、このような映画の上映は車の運転中の通行人の気を散らせ、事故を誘発させるとも主張したが、最高裁はそのような意図は条例のどこにも記述されておらず、唐突であるし、仮にそのような意図があったとしても、交通整理のためにヌードを含む映画と含まない映画を区別しなければならない根拠はなく、認められないとした。
最高裁は、ジャクソンビル市の主張はいずれも条例の正当性を証明するものになっておらず、またこの条例によって保護された表現が抑止されているという実質的な不利益が生じているため、この条例は違憲であり無効であると判決した。

## 影響
この判例はレノ対アメリカ自由人権協会事件、ブラウン対エンターテインメント商業協会事件などの多数意見で引用されている。